# Max Miedinger

Písmo Helvetica

Max Miedinger (24. prosince 1910, Curych, Švýcarsko – 8. března 1980, Curych, Švýcarsko) byl švýcarský typograf.
Švýcarská písmolijna Haas se v 50. letech rozhodla inovovat písmo Akzidenz Grotesk. Max Miedinger v roce 1957 s Eduardem Hoffmannem vytvořil písmo Neue Haas Grotesk, které bylo později v roce 1960 přejmenováno na Helvetiku. Stala se nejpoužívanějším písmem 60. a 70. let. Své označení získala vzhledem k zemi, kde vznikla.

Varianty písma Helvetica